# St. Elsewhere (TV-serie)

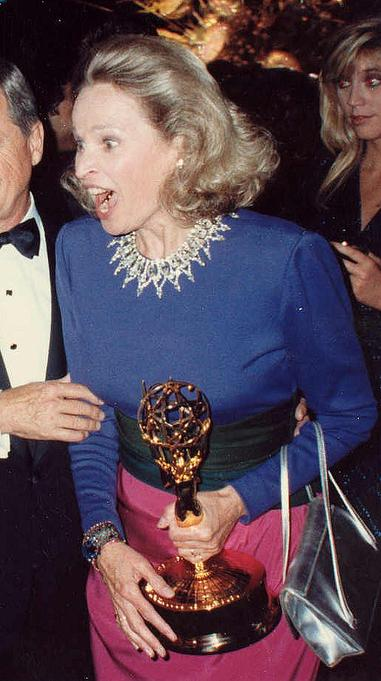
Bonnie Bartlett 1987 efter att ha vunnit en Emmy Award för sin roll som Ellen Craig i St. Elsewhere.

St. Elsewhere, på svenska även känt som Akuten, är ett amerikanskt sjukhusdrama som sändes första gången på NBC åren 1982–1988.
Även om St. Elsewhere avhandlade allvarliga ämnen som livet och döden samt läkaryrket, och bland annat avhandlade bröstcancer, aids och missbruk, så hade serien även en betydande andel humoristiska inslag med bland annat interna skämt och blinkningar till TV-historien.
Flera kända skådespelare fick sina genombrott i St. Elsewhere, bland dessa Denzel Washington, David Morse och Mark Harmon.

## Handling
Serien utspelar sig på sjukhuset St. Eligius, ett slitet universitetssjukhus i stadsdelen South End i Boston. Sjukhusets smeknamn St. Elsewhere är slang inom läkaryrket som hänvisar till mindre bemedlade och sämre utrustade sjukhus dit patienter som blivit avvisade från mer prestigefyllda sjukhus skickas, samt även en fackterm inom det medicinska utbildningsväsendet som hänvisar till universitetssjukhus i allmänhet. I seriens pilotavsnitt så informerar kirurgen Dr. Mark Craig (spelad av William Daniels) sina kolleger om att den lokala Boston-median  
givit St. Eligius det nedsättande smeknamnet då de fått bilden av sjukhuset som "en avstjälpningsplats, en plats dit du inte skulle vilja skicka din svärmor."

## Avsnitt
Serien sändes över sex säsonger och 137 avsnitt och är bland annat känd för sitt avslutande avsnitt (betitlat "The Last One") som alluderar till att hela seriens handling endast utspelat sig i den autistiske pojken Tommy Westphalls (spelad av Chad Allen) fantasi.